# Francisco Rivera (escritor)
Francisco Rivera  (Caracas, Distrito Federal, Venezuela, 21 de marzo de 1933 - 21 de noviembre de 2020) fue un escritor, ensayista, crítico literario y traductor venezolano.  Profesor de la Escuela de Letras de la Universidad Central de Venezuela. Fue profesor en la Universidad de Berkeley desde 1954 hasta 1963.
Colaborador asiduo de las revistas Eco de Bogotá y Vuelta de México.
Traductor prolífico, ha traducido del inglés y del francés, más de quince libros. Entre sus traducciones se cuentan La escritura y la experiencia de los límites de Philippe Solers y Razones de la nueva crítica  de Serge Doubrovsky. Pero el trabajo que le ha valido mayor reconocimiento es su traducción al español del griego de Cien poemas de Constantino Cavafis.

## Obra
Ensayo
- Inscripciones, 1981
- Ulises y el laberinto, 1983, (Premio Municipal de Ensayo).
- Entre el silencio y la palabra, 1986
- La búsqueda sin fin, 1993

Novela
- Voces al atardecer, 1990 (Premio Miguel Otero Silva de novela)